# Katonai határőrvidék

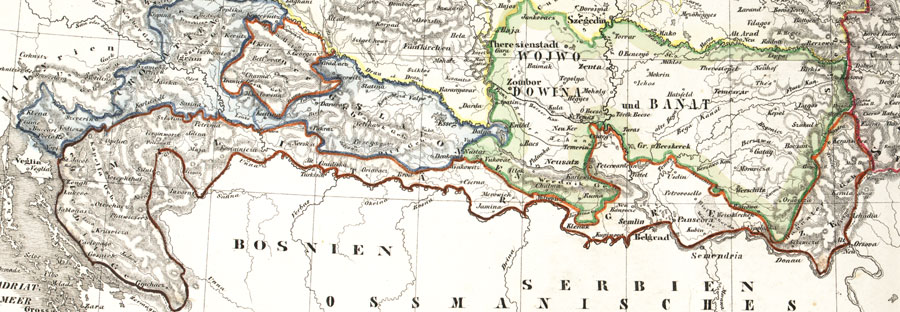
A határőrvidék (Militärgrenze) nyugati része (Erdély nélkül) a 19. században

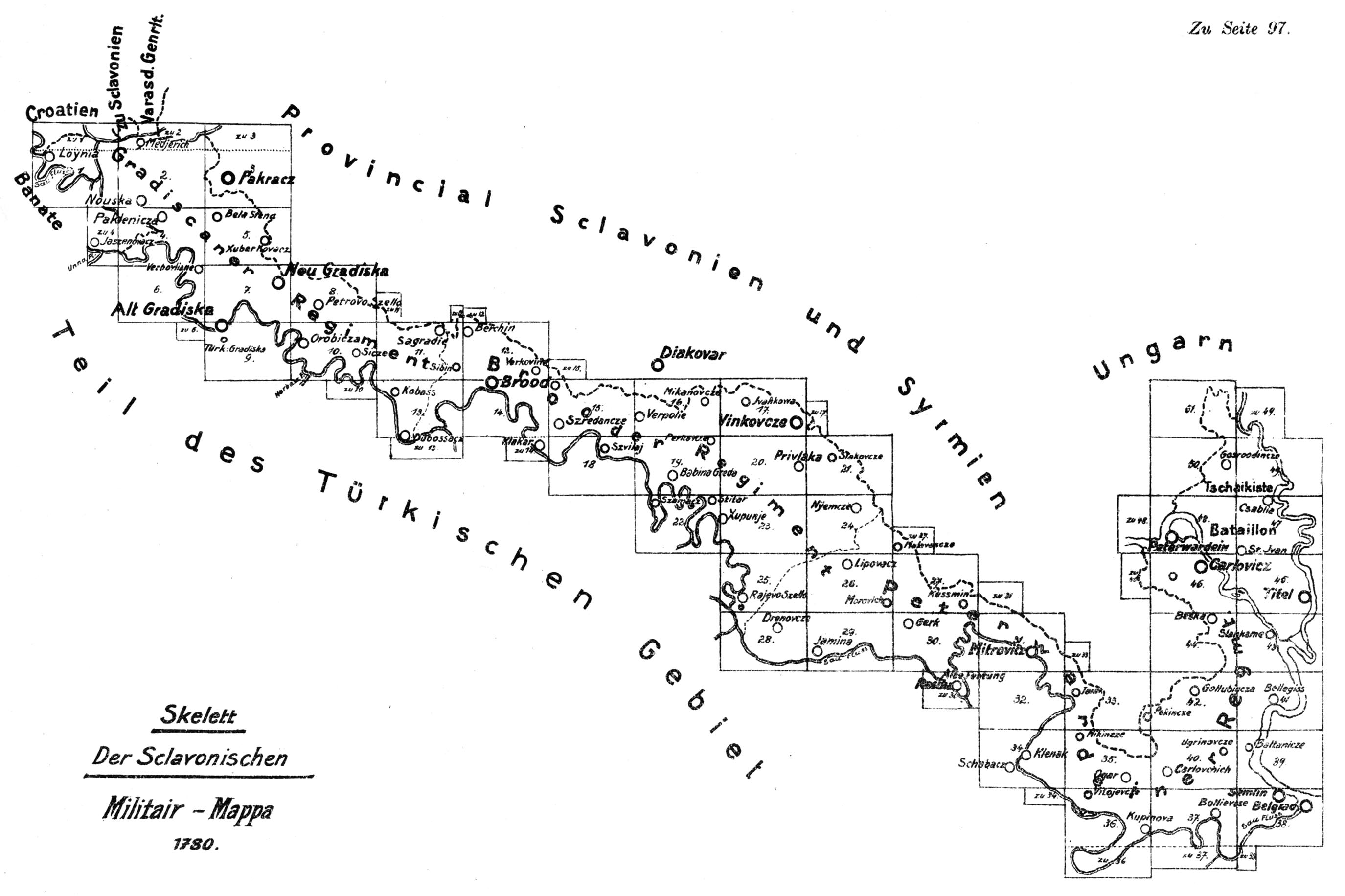
Az Adriai-tengertől Erdélyig terjedő keskeny földrész a határőrvidék térképe (1780)

A katonai határőrvidék a Habsburg Birodalom délkeleti, balkáni határvidékének őrzésére szervezett, katonai igazgatás alatt álló speciális közigazgatási terület volt a történelmi Magyarország déli vidékein. Előzményét jelentette a török háborúk idején a végvidék védelmi szervezete, de külön közigazgatási területként Magyarországnak a török uralom alóli szinte teljes felszabadításával járó háború után került sor a 18. század elején. A 18–19. században ez az Adriai-tengertől Erdélyig terjedő keskeny sáv választotta el Magyarországot az Oszmán Birodalomtól.
A katonai határőrvidék megszüntetése, felszámolása egyrészt Magyarországhoz való visszacsatolását, másrészt közigazgatásának a magyar jogrend szerinti átszervezését (polgárosítását) jelentette, és az 1870-es években került rá sor.

## A katonai határőrvidék részei
- Horvát határőrvidék ezen belül:
  - Likai ezred székhelye Gospić
  - Otocsáci ezred székhelye Otočac
  - Ogulini ezred székhelye Zengg
  - Szluini ezred székhelye Károlyváros
  - I. báni ezred székhelye Glina
  - II. báni ezred székhelye Petrinya
  - Kőrösi ezred
  - Szentgyörgyi ezred székhelye Belovár
- Szlavón határőrvidék ezen belül:
  - Gradiskai ezred székhelye Újgradiska
  - Bródi ezred székhelye Bród
  - Péterváradi ezred
- Bánsági határőrvidék (1779–1873) ezen belül:
  - Németbánsági ezred székhelye Pancsova, a vármegyerendezéskor betagozódott Torontálba.
  - Oláh–illír bánsági ezred (1779–1845)
  - Románbánsági ezred, (más néven oláh bánsági, a volt oláh–illír ezred keleti felén 1845 után) székhelye Karánsebes, 1873 után Szörény, 1881 után Krassó-Szörény vármegye
  - Szerbbánsági ezred (más néven illír bánsági, az oláh–illír bánsági ezred nyugati felén 1845–1873)
- Tisza-Marosi határőrvidék (1700–1750) Az 1699. I. 26-os karlócai béke után jött létre, melyet 1745-ben a tiszamenti községekre korlátoztak, majd 1750-ben föloszlattak, ezután tiszai koronauradalom néven igazgatták, s az 1791.évi VII. tc. tette Bács-Bodrog vármegye részévé. Csak a 878 km²-es titeli Sajkásvidék maradt a vármegyerendezésig katonai igazgatás alatt, amikor az 1873. évi XXVII. tc. Bács-Bodrog vármegyéhez csatolta. Jogutód:
  - Sajkásvidék hiv: Csajkások kerülete, székhelye Titel
- Erdélyi határőrvidék A 18. században állítottak fel, és pedig 1764-ben a székely, 1766-ban a román (oláh) határőrvidéket. 1850-ben felszámolták.

## Történelem

### Kialakulása
A horvát-szlavón határőrvidéket a 16. században az ország széleinek a törökök elleni védelmére alakították meg, sajátos katonai szervezettel. Sokáig fennmaradt azután is, miután felállításának célja a gyakorlati jelentőségét elvesztette. A határőrvidék a magyar szent korona joghatósága alá tartozó és attól jogosan soha el nem szakasztható területrészekből alakították, így a magyar államterület lényeges kiegészítő részét képezte mindig, és jogilag és pedig aszerint, amint annak alakítására szolgáló területrészeket az anyaország vagy pedig a kapcsolt részek területéből vették – mindig is az anyaországhoz, illetőleg a kapcsolt részekhez tartozott. 1690-ben a visszavonuló császári sereggel együtt nagyszámú, valószínűleg százezer körüli szerb költözött be a Balkánról Magyarországra Csernojevics Arzén ipeki pátriárka vezetésével. Sokukat a 18. század elején megszervezett tisza-szegedi katonai határőrvidéken ˙(Ada [Osztrova], Csurog, Tisza-Földvár, Ókanizsa, Martonos, Mohol, Óbecse, Petrovácz, Szabadka, Szeged, Szenttamás, Zenta, Zombor, Zsablya) telepítették le, majd a szerb határőröket a század második felében áttelepítették a bánáti határőrvidékre. A felszabadító háború idején érkeztek a Balkánról a Bácskába, Baranyába és Tolnába a katolikus horvátok különböző csoportjai (bosnyákok, bunyevácok, sokácok).
Katonai tekintetben az ország 4 hadi parancsnokságra osztatik fel. A' magyarországi vagy budai magában foglalja az egész polgári anyaországot Temes , Krassó, Torontál, Szerem , Verőcze, Posega vármegyéket kivéve; a' bánságihoz vagy temesvárihoz tartoznak Temes, Krassó, Torontál vármegyék, a' német-bánsági, oláhbánsági végezredek, és bánsági-illir végzászlóaly vidékei, a' szeremihez vagy péterváradihoz : Szerem, Verőcze, Posega vármegyék, brodi, péteiTáradi, gradiskai végezredek, és a' csajkások vidékei ; a' horvátországihoz vagy zágrábihoz : Várasd, Kőrös , Zágráb vármegyék , fiumei tengerpart, körösi, szentgyörgyi, 1-ső báni, 2-ik báni, szluini, ogulini, ottochaczi, likkai végezredek vidékei.
Magyarország közigazgatási rendszerében a 19. század elején a határőrvidék kerületeit: Német bánsági ezred, Oláh-illír bánsági ezred, Bródi ezred, Gradiskai ezred, Péterváradi ezred,  Sajkások (Csajkások) kerülete,  Likai ezred, Ogulini ezred, Otocsáci ezred, Szluini ezred, Kőrösi ezred, Szentgyörgyi ezred,  I. báni ezred,  II. báni ezred  néven tartották nyilván.

### Az 1848. évi törvényekben
Az ország sérelmeinek 1848 előtt is egyik lényeges pontját képezte az, hogy a katonai kormány a határőrvidék területén nemcsak a tisztán katonai ügyekben, hanem a polgári igazgatás (közigazgatás és törvénykezés) tekintetében is, és nem a törvényes magyar rendszer, hanem az osztrák rendszer behozatalával gyakorolt törvényhatóságot. A sérelem azonban orvosolatlan maradt. Az 1848. V. t.-c. a határőrvidéknek is országgyűlési szék- és szavazatjogot tulajdonított, s számára összesen 15 követet állapított meg: a horvát határőrvidéknek 8 követet; a szerémi végvidéknek hármat; a csajkások kerületének egyet; a bánsági végvidéknek hármat. Mindez azonban papíron létezett csupán, 1850-ben pedig a határőrvidéket külön koronaországnak nyilvánították. A katonai határőrvidéken a közigazgatás szervezetét egy 1851-es császári nyílt parancs állapította meg. A határőrvidék közigazgatása (politikai, rendőri és kamarai ügyek) a hadsereg főparancsnokságának feladata volt. 

### A magyar–horvát kiegyezés után
Az alkotmány helyreállítása után az 1868. XXX. t.-c. (magyar–horvát kiegyezés) a határőrvidék egyes részeit (konkrétan a Drávától és a Dunától délre esőket) Horvát–, Szlavón– és Dalmátországhoz tartozóknak, a többit részeit Magyarországhoz tartozónak ismerte el a következőképpen.
Horvát–, Szlavón– és Dalmátországhoz tartozó részek:
- a horvát határőrvidék (a likai, az ottocsányi, az ogulini, a szluini, az első báni, a második báni, a varasd-kőrösi és a varasd-szentgyörgyi ezred), és
- a szerémi végvidék (a gradiskai, a bródi és a péterváradi ezred).

Magyarországhoz tartozó részek:
- a bánsági határőrvidék (a román-bánsági, a szerb-bánsági és a német-bánsági ezredek), és
- 2. a titeli zászlóalj, vagyis az úgynevezett Csajkások kerülete.

(Az 1848. V. t.-c. a román bánsági ezredet oláh-bánsági, a szerb-bánságit illír-bánsági ezrednek nevezi.)

### Felszámolása
A kiegyezés nem intézkedett a határőrvidékről. 1869-ben a határőrvidék katonai hatóságai nagyarányú erdőeladásba kezdtek, mert a katonai költségvetési túllépéseket a határőrvidéki erdők eladásából kívánták fedezni. Az erdőkiárusítást a magyar közvélemény ellenezte. Az ellenzők azzal érveltek, a hadügyminiszter csak ideiglenesen igazgatja a határőrvidéket. 1869-ben Andrássy Gyula leszögezte, a határőrvidéki rendszert nem lehet tovább fenntartani, mert az összeegyeztethetetlen a dualista berendezkedéssel. Ferenc József elfogadta álláspontját. A polgárosítás törvényi előkészületei elkezdődnek.

### A bánsági határőrvidék polgárosítása
A Magyarországhoz tartozó bánsági határőrvidék polgárosítása, azaz a katonai kormányzat megszüntetése, a területrészeknek az ország illető részeihez visszacsatolása, I. Ferenc József 1872. június 9-én kelt nyilatkozatával történt. 
A visszacsatolást az 1873. XXVII. t.-c. iktatta törvénybe. Ennek értelmében: 
- 1. a volt román-bánsági ezred és a volt szerb-bánsági ezrednek 12. százada, vagyis a karánsebesi, teregovai, bosovici és orsovai szolgabirói járások Karánsebes székhellyel Szörény vmegye elnevezése alatt önálló törvényhatósággá egyesíttettek;
- 2. a volt szerb-bánsági ezredből a fehértemplomi szolgabirói járás Krassó vármegyébe;
- 3. a volt szerb bánsági ezredből és a volt német-bánsági ezredből a károlyfalvi és a kubini szolgabírói járások Temes vmegyébe;
- 4. a szerb-bánsági ezredből és a német-bánsági ezredből a pancsovai, ujfalvi, alibunári, antalfalvi és a perlaszi szolgabírói járások Torontál vármegyébe;
- 5. a titeli zászlóalj (csajkások kerülete), vagyis a titeli és zsablyai szolgabírói járások Bács-Bodrog vármegyébe bekebeleztettek;
- 6. Pancsova, Fehértemplom és Karánsebes városokat önálló törvényhatósági joggal ruházták fel.

A törvényhatóságok és a községek rendezéséről szóló törvények bizonyos módosításokkal a magyar határőrvidéki részekre kiterjesztettek. A törvény egyidejűleg a részeknek országgyűlési képviseletét szabályozta, s törvénykezési és egyéb tekintetekben intézkedik. Az 1886. XXI. t.-c. «a törvényhatóságokról» Krassó és Szörény vármegyéket egy törvényhatósággá egyesítette. A három városból pedig csak Pancsovát hagyta meg törvényhatósági joggal felruházott városnak; miután Fehértemplom és Karánsebes városokat mint törvényhatóságokat már az 1876. XX. t.-c. megszüntette, és azokba a vármegyékbe kebeleztette, amelynek területén feküsznek; az 1876. XXXIII. t.-c. pedig Fehértemplomot Temes vármegyéhez csatolta.

## Társadalom – a házközösség intézménye
A határőrvidék legnevezetesebb jogi intézménye a házközösség volt. A határőrvidék lakossága törzscsaládokra volt osztva, melyek mindegyike az összes hadképes tagokkal egy házközösséget képezett. Minden házközösségnek közös ingatlan törzsvagyona volt, mely a közös családnak elválaszthatatlan járulékát képezte. A házközösségnek célja a hadképes erőnek biztosítása, jó állapotban tartása volt, így a törzsvagyon fenntartása hatósági felügyelet alatt állt.
A házközösségi szervezet alapelvei:
- a család törzsvagyonát képező földbirtok, el nem idegeníthető;
- adóssággal csak rendkívüli esetekben, kis értékig terhelhető; ha a földbirtok házasság, örökösödés vagy végrendelet utján nem határőr tulajdonába ment át, ez köteles volt azt bizonyos határidő alatt határőrnek eladni;
- a vagyon felett végrendeletileg csak a család utolsó sarja intézkedhetett
- a házközösség feloszthatatlan.

A határőrvidék polgárosítása folytán a házközösség alapja megszűnt, az 1873. XXIX. tc. a házközösségek felbonthatóságát megengedte, a vagyonszerzési jogot illetőleg addig fennálló megszorításokat megszüntette.

## Demográfia
A Katonai Határőrvidék jelenlévő népességének megoszlása nemzetiségek szerint 1850-ben:
- 37 875 német
- 4 985 magyar
- 8 822 szlovák, cseh, morva
- 113 723 román
- 310 964 szerb
- 480 494 horvát
- 2 014 egyéb